# Zvonik sv. Mihovila u Trogiru
Zvonik sv. Mihovila u gradiću Trogiru.

## Opis
Zvonik sv. Mihovila smješten je na zapadnom dijelu Pasika u Trogiru. Izgrađen je krajem 16.st. uz danas porušenu crkvu sv. Mihovila koja je pripadala sklopu ženskog benediktinskog samostana. Četvrtastog je presjeka, građen od kamenih klesanaca, a na sjevernoj strani je portal s nadvratnikom. Na svim je pročeljima u prizemlju mali kvadratni prozor s kamenom tranzenom u obliku zvijezde. Na prvom katu je nešto veći prozor. Drugi kat zvonika zaključuje bogato profilirani istaknuti vijenac. Treći je kat rastvoren biforama koje su međusobno odijeljene pilastrima. Na mjestu zaglavnih kamenova ugrađene su kiparski oblikovane glave raznih fizionomija. Vrh je zaključen četverostranom piramidom.

## Zaštita
Pod oznakom Z-1411 zaveden je kao nepokretno kulturno dobro - pojedinačno, pravna statusa zaštićena kulturnog dobra, klasificirano kao "sakralna graditeljska baština".

## Vanjske poveznice
|  | Zajednički poslužitelj ima još gradiva o temi Zvonik sv. Mihovila u Trogiru |